# Anioł Paoli
Anioł Paoli, właśc. Franciszek Paoli, włos. Francesco Paoli (ur. 1 września 1642 w Argigliano we Włoszech, zm. 17 stycznia 1720 w Rzymie) – włoski karmelita (Ocarm), błogosławiony Kościoła rzymskokatolickiego.
Urodził się 1 września 1642 roku. Jego rodzicami byli Angelo Paoli i Santa Morelli. Mając 18 lat, został przyjęty do nowicjatu Karmelitów Trzewiczkowych w Sienie, gdzie po złożeniu ślubów zakonnych przyjął imię Anioł (wł. Angelo). Następne sześć lat spędził na studiach i otrzymał święcenia kapłańskie. W 1687 roku został wezwany do Rzymu i tam opiekował się chorymi.
Zmarł 17 stycznia 1720 roku, w opinii świętości.
Beatyfikował go papież Benedykt XVI w dniu 25 kwietnia 2010 roku.